# Oliver Rasmussen
Oliver Rasmussen (Mougins, 21 de novembro de 2000) é um automobilista dinamarquês que atualmente compete no Campeonato Mundial de Endurance para a equipe Jota.

## Carreira

### Toyota Racing Series
A mtec Motorsport e Rasmussen juntaram força quando ele entrou na Toyota Racing Series pela primeira vez em 2020. Ele terminou em 11º com dois pódios, uma volta mais rápida e 158 pontos. Seu melhor resultado foi um segundo lugar, numa corrida em que dividiu o pódio com o piloto de Fórmula 1, Yuki Tsunoda, e o piloto de Fórmula 3, Lirim Zendeli.

### Campeonato de Fórmula 3 da FIA
Em 5 de janeiro de 2021, foi anunciado que Rasmussen havia sido contratado pela equipe HWA Racelab para a disputa da temporada de 2021 do Campeonato de Fórmula 3 da FIA. Ele não marcou nenhum ponto e conseguiu como melhor resultado um 12º lugar, durante a corrida rápida 2 de Zandvoort.
Em 2021, ele participou do teste pós-temporada pelas equipes Charouz Racing System e ART Grand Prix, mas não assinou por nenhuma das equipes em 2022, em vez disso transferiu para o Campeonato Mundial de Endurance da FIA. Em 4 de abril de 2022, no entanto, foi anunciado que Rasmussen se juntaria a Trident, a então campeã de equipes, na segunda rodada da temporada — que foi realizada em Ímola —, após Jonny Edgar desistir do campeonato devido há problemas de saúde. Apenas em sua primeira corrida, ele alcançou seus primeiros pontos ao terminar em sétimo. Ele não marcaria mais pontos na corrida longa e na rodada de Barcelona.
Rasmussen foi substituído em Silverstone por Edgar, após o piloto britânico se recuperar de seus problemas de saúde. Rasmussen ficou em 22º lugar na classificação geral com 4 pontos.